# Harrisia balansae
Harrisia balansae är en kaktusväxtart som först beskrevs av Karl Moritz Schumann, och fick sitt nu gällande namn av Nigel Paul Taylor och Daniela Cristina Zappi. Harrisia balansae ingår i släktet Harrisia och familjen kaktusväxter. Inga underarter finns listade i Catalogue of Life.